# BaBar实验
BaBar实验，或简称，是一项由来自不同国家的超过500名物理学研究人员以及工程人员共同参与的一项实验，主要是为了在约10 Gev能量下研究亚原子世界的情况。这一实验主要是为了探索CP破坏。BaBar实验在SLAC 国家加速器实验室进行，这个实验室是美国能源部下交给斯坦福大学在加利福尼亚州运行。